# Arriach
Arriach osztrák község Karintia Villachvidéki járásában. 2017 januárjában 1345 lakosa volt. 

## Elhelyezkedése

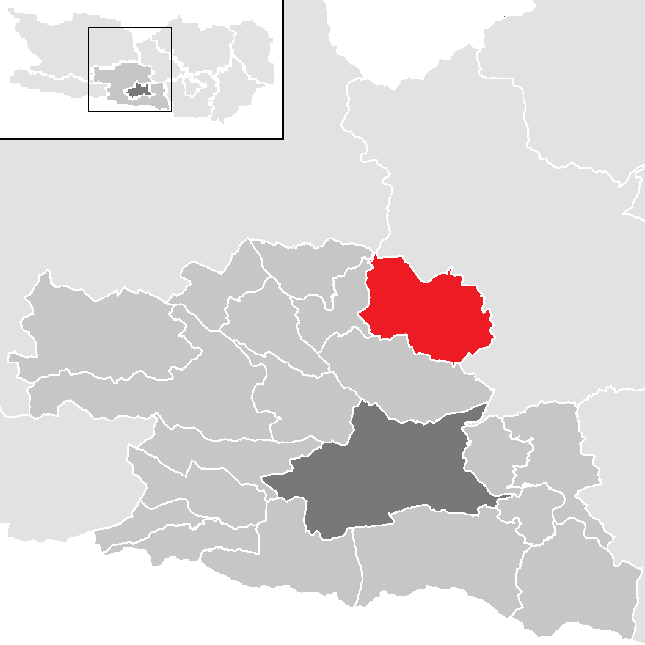
Arriach a Villachvidéki járásban

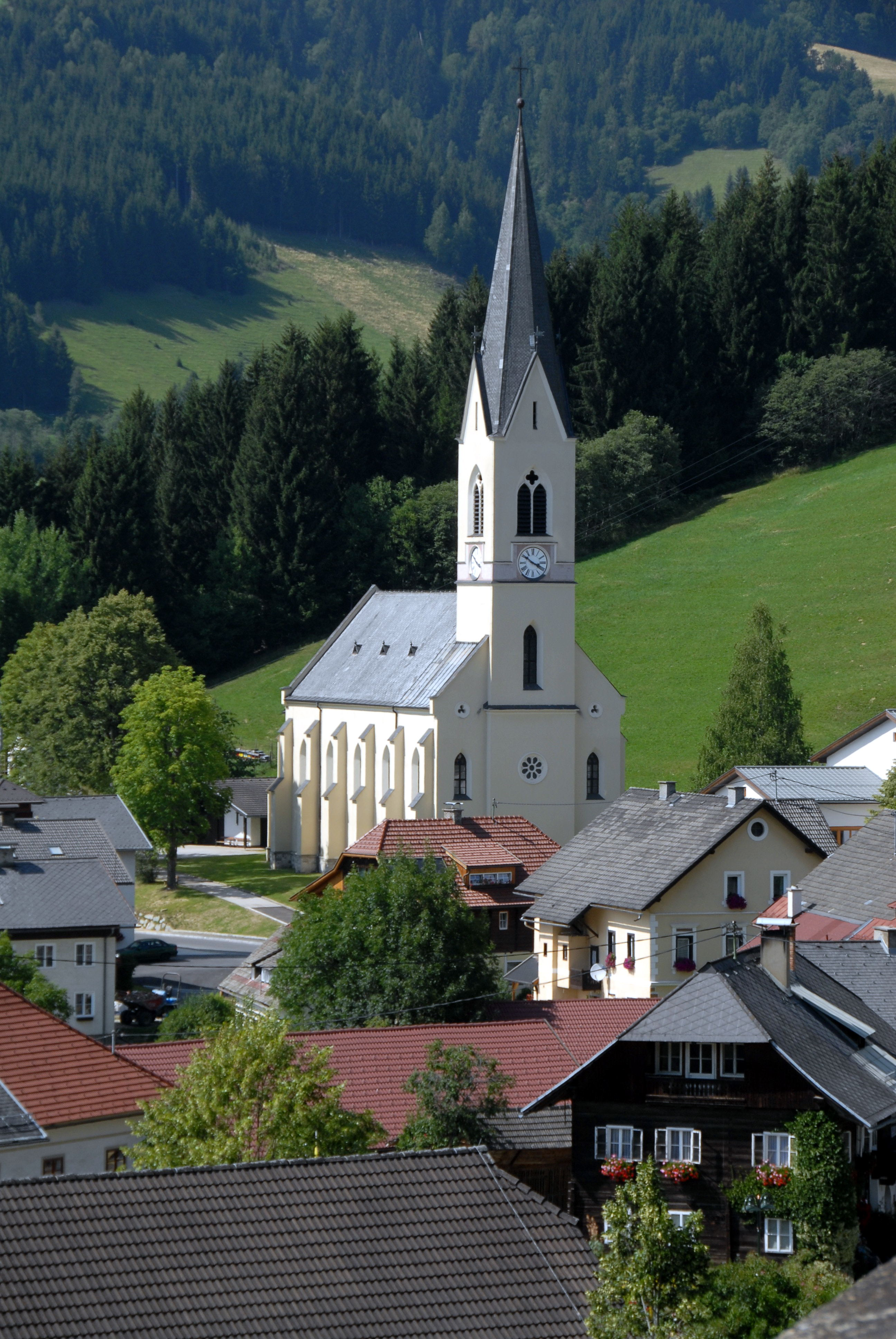
Az evangélikus templom

Arriach Karintia középső részén fekszik (itt található a tartomány földrajzi középpontja), a Gurktali-Alpok Nockberge nevű részében, a Wöllaner Nock (2145 m) és Gerlitzen (1909 m) hegyek közötti völgyben. Az önkormányzat 4 katasztrális községben (Innerteuchen, Laastadt, Arriach, Sauerwald) 14 falut és egyéb településrészt fog össze: Arriach (325 lakos), Berg ob Arriach (48), Dreihofen (45), Hinterbuchholz (25), Hinterwinkl (95), Hundsdorf (150), Innerteuchen (101), Laastadt (188), Oberwöllan (60), Sauboden (142), Sauerwald (19), Stadt (36), Unterwöllan (98), Vorderwinkl (46).
A környező települések: délre Treffen am Ossiacher See, nyugatra Afritz am See, északnyugatra Bad Kleinkirchheim, északra Reichenau, északkeletre Gnesau, keletre Himmelberg, délkeletre Steindorf am Ossiacher See.

## Története
Arriach először 1207-ben szerepel az írott forrásokban Ovriach formában, de az első települések 1000 körül jelentek meg a területén.
A községi tanács 1850-ben alakult meg Arriach és Laastadt katasztrális községekből. 1898-ban az addig Treffenhez tartozó  Sauerwald és Hinterbuchholz falvak csatlakoztak az önkormányzathoz, 1920-ban pedig Himmelbergtől vált el Innerteuchen, hogy Arriachhal egyesüljön.

## Lakosság
Az arriachi önkormányzat területén 2017 januárjában 1345 fő élt, ami jelentős csökkenést jelent a 2001-es 1562 lakoshoz képest. Akkor a helybeliek 97,6%-a volt osztrák, 1,2%-a német állampolgár. 68,8% evangélikusnak, 26% római katolikusnak, 3,2% pedig felekezet nélkülinek vallotta magát. Arriachban a legmagasabb az evangélikusok aránya Karintiában.

## Látnivalók

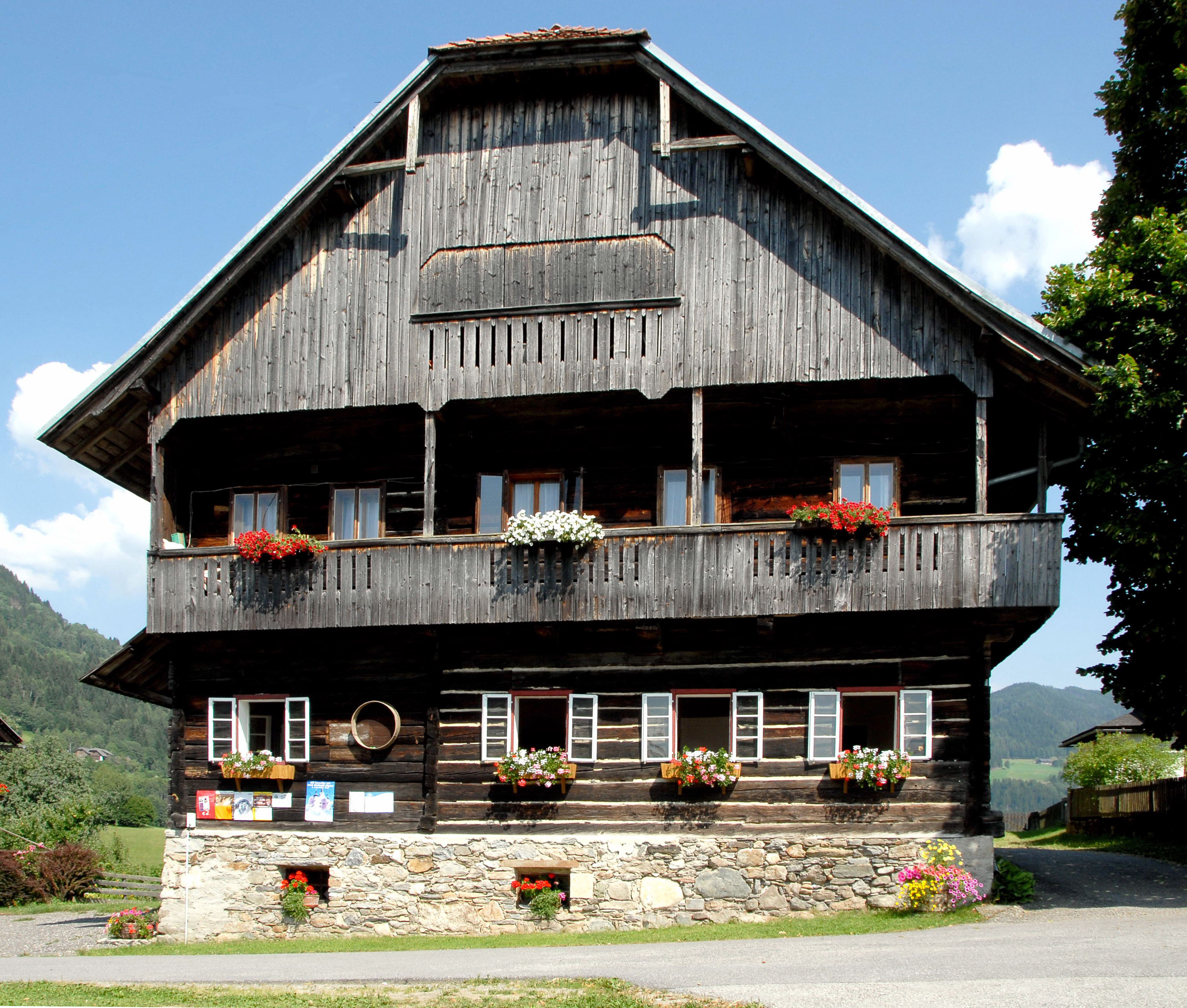
Hagyományos gerendaház

- az arriachi neogótikus Négy evangélista-templom az egész tartomány legnagyobb protestáns temploma. Építését 1907-ben fejezték be a korábbi, 1783-ban emelt imaház helyén.
- az arriachi katolikus Szt. Fülöp és Jakab-plébániatemplom elődje 1207-ben már állt. 1414-ben átépítették, de 1690-ben egy földrengés lerombolta és 1967-ben építették újjá.
- Oberwöllan temploma
- az innerteucheni Klösterle missziós állomás

## Testvértelepülések
- Wain (Németország)

## Fordítás
- Ez a szócikk részben vagy egészben  az   Arriach című német Wikipédia-szócikk ezen változatának fordításán alapul.  Az eredeti cikk szerkesztőit annak laptörténete sorolja fel. Ez a jelzés csupán a megfogalmazás eredetét és a szerzői jogokat jelzi, nem szolgál a cikkben szereplő információk forrásmegjelöléseként.